# 가미노지리촌
가미노지리촌(上野尻村)은 후쿠시마현 가와누마군에 있던 촌이다. 현재의 니시아이즈정 가미노지리에 해당한다.

## 역사
- 1889년 4월 1일 - 정촌제 시행에 의해 가미노지리촌이 단독으로 자치체를 형성하였다.
- 1954년 7월 1일 - 야마 군 신고 촌·오쿠카와 촌이 가와누마 군 노자와 정·오노모토 촌·도세지마 촌·무쓰아이 촌·시타야 촌·무라오카 촌·가미노지리 촌·호사카 촌과 합병해, 니시아이즈정이 성립하여, 동일 가미노지리촌이 폐지되었다.

## 교통

### 철도
- 일본국유철도 반에쓰사이 선

### 도로
- 아이즈 가도 (현:국도 49호선)

## 참고문헌
- 角川日本地名大辞典 7 福島県